# تل طويل
تل طويل (بالكردية: Tir Tewîlê) هي قرية سوريّة تتبع إداريّاً لمحافظة حلب منطقة عفرين ناحية مركز عفرين. بلغ تعداد سكانها 211 نسمة حسب التعداد السكاني لعام 2004، و1,160 نسمة حسب قيود السجل المدني لنهاية عام 2005.